# Não-Me-Toque
Não-Me-Toque este un oraș în Rio Grande do Sul (RS), Brazilia.